# Zdaniem obrony
Zdaniem obrony – cykl pięciu polskich telewizyjnych filmów fabularnych, powstałych w latach 1984-1987.

## Charakterystyka
Filmy łączy postać adwokata Stanisława Sokora, kreowana przez Emila Karewicza. Mecenas podejmuje się obron przed sądem osób, o których niewinności jest przekonany. Nie jest przy ty  postacią jednoznacznie pozytywną - został usunięty z zespołu adwokackiego, nadużywa też alkoholu. W każdej sprawie musi mierzyć się także sam ze sobą.

## Filmy cyklu:
| Tytuł filmu             | Rok powstania | Data premiery     | Czas trwania | Reżyser               | Pierwowzór literacki                                 |
| Sprawa osobista         | 1984          | 27 listopada 1986 | 90 minut     | Leszek Staroń         | Piotr Racht "Kasetka" (nowela)                       |
| Pętla dla obcego        | 1984          | 20 listopada 1986 | 64 minuty    | Wojciech Strzemżalski | Krystyna Solecka "Ponieważ tak trzeba" (nowela)      |
| Jeździec na ogniu       | 1985          | 4 grudnia 1986    | 76 minut     | Jerzy Matula          | Maciej Zenon Bordowicz "Jeździec na ogniu" (powieść) |
| Starzy znajomi          | 1985          | 12 lutego 1986    | 77 minut     | Wojciech Strzemżalski | Janusz Atlas "Stara sprawa" (opowiadanie)            |
| Polowanie na Króla Lira | 1987          | 2 maja 1993       | 82 minuty    | Jerzy Matula          |                                                      |

Źródło: Film Polski

## Zdjęcia
- Dąbrowa Górnicza